# Melkus RS 1000
Melkus RS 1000 — немецкий спортивный автомобиль, выпускавшийся в ГДР, в Дрездене, компанией Melkus с 1969 по 1979 годы.

## История и описание модели
В 1968 году Хайнц Мелькус, с участием инженеров из Дрезденского технического университета и Айзенахского автомобильного завода, начал работу над автомобилем, и спустя шесть месяцев, к двадцатой годовщине ГДР, был готов прототип. Melkus RS 1000 был представлен на автосалоне в Брюсселе в 1970 году. Конструкция автомобиля была основана на Wartburg 353, и была модифицирована. Кузов двухдверного купе был выполнен из полиэфирной смолы, армированной стекловолокном. Оригинальным решением были двери типа «крыло чайки». На RS 1000 устанавливался двухтактный рядный трёхцилиндровый двигатель объёмом один литр от «Вартбурга», снабжённый тремя карбюраторами от мотоцикла MZ. Максимальная мощность составила 70 л. с., а для гоночной версии 90-100 л. с. Позже объём был увеличен с 993 до 1119  см³, но это не дало прироста мощности. Момент передается на задние колеса через пятиступенчатую коробку передач. Автомобиль выпускался с 1969 по 1979 годы в Дрездене, всего собрана 101 машина.
В 2005 году Хайнц Мелькус умер, а год спустя его сын и внук планировали выпустить серию из 15 реплик Melkus RS 1000 «Heinz Melkus Limited Edition». Было создано пять экземпляров с четырёхтактным двигателем объёмом 1,6 литра под названием Melkus RS 1600.
С 2013 года производится в небольших количествах Melkus RS 1000 GTR.
Melkus RS 1000 неоднократно был показан в клипе на песню «Around the World» группы ATC.

## Двигатели
| Версия | Двигатель:                                 | Диаметр цилиндра × ход поршня: | Степень сжатия: | Мощность:                         | Крутящий момент:       | Разгон до 100 км/ч: | Максимальная скорость: |
| ------ | ------------------------------------------ | ------------------------------ | --------------- | --------------------------------- | ---------------------- | ------------------- | ---------------------- |
| 1,0    | Рядный трёхцилиндровый 1,0 л (993 см³)     | 73,50 мм x 78,00 мм            | 8,3:1           | 70 л. с. (52 кВт) при 4500 об/мин | 118 Нм при 3500 об/мин | 12 секунд           | 165 км/ч               |
| 1,1    | Рядный трёхцилиндровый 1,1 л (1119 см³)    | 78,00 мм x 78,00 мм            | 9,5:1           | 70 л. с. (52 кВт) при 4750 об/мин | 128 Нм при 3500 об/мин | 12 секунд           | 165 км/ч               |
| 1,1    | Рядный трёхцилиндровый 1,1 л (1119 см³)    | -                              | -               | 90 л. с. (74 кВт) при 6000 об/мин | -                      | -                   | 210 км/ч               |
| 1,6    | Рядный четырёхцилиндровый 1,6 л (1600 см³) | -                              | -               | 102 л. с. (75 кВт)                | 135 Нм при 3500 об/мин | -                   | 180 км/ч               |